# Hister nodatus
Hister nodatus är en skalbaggsart som beskrevs av Lewis 1888. Hister nodatus ingår i släktet Hister och familjen stumpbaggar. Inga underarter finns listade i Catalogue of Life.